# Suphisellus subsignatus
Suphisellus subsignatus är en skalbaggsart som först beskrevs av Sharp 1882.  Suphisellus subsignatus ingår i släktet Suphisellus och familjen grävdykare. Inga underarter finns listade i Catalogue of Life.